# 160'erne f.Kr.
Århundreder: 3. århundrede f.Kr. – 2. århundrede f.Kr. – 1. århundrede f.Kr.
Årtier: 210'erne f.Kr. 200'erne f.Kr. 190'erne f.Kr. 180'erne f.Kr. 170'erne f.Kr. – 160'erne f.Kr. – 150'erne f.Kr. 140'erne f.Kr. 130'erne f.Kr. 120'erne f.Kr. 110'erne f.Kr.
År: 169 f.Kr. 168 f.Kr. 167 f.Kr. 166 f.Kr. 165 f.Kr. 164 f.Kr. 163 f.Kr. 162 f.Kr. 161 f.Kr. 160 f.Kr.